# ロックリン・マンロー
ロックリン・マンロー（Lochlyn Munro,  1966年2月12日 - ）は、カナダ出身の俳優である。

## 来歴
1966年、カナダのブリティッシュコロンビア州に生まれる。もともとはアイスホッケー選手を目指していたが、怪我の為に断念。その後、ミュージシャンとしてバンクーバーなどの都市で音楽活動を行い、同時にコメディアンとしてコメディクラブなどの舞台に立った。そういった舞台活動を経て、俳優としての活動を行うためにアメリカへ渡り、1987年にジョニー・デップ主演のテレビシリーズ『21ジャンプストリート』でプロデビューを果たした。
俳優活動を開始後はテレビドラマや映画など様々な分野で活躍し、クリント・イーストウッド監督・主演の『許されざる者』やウィル・フェレル主演の『ロクスベリー・ナイト・フィーバー』などへ出演した。2000年にはキーネン・アイヴォリー・ウェイアンズ、マーロン・ウェイアンズら、ウェイアンズ兄弟が監督・主演の『最終絶叫計画』のメインキャストとして出演し、同兄弟らとは『最凶女装計画』や『最凶赤ちゃん計画』でも共演している。

## 出演作品

### 映画
- Cadence (1990)
- Sylvan Lake Summer (1990)
- RUN/標的にされた男 Run (1991)
- The Girl from Mars (1991) ※テレビ映画
- プレイメイト・ストーリー/人妻・学生・OL:グラビアを飾った女神たち。 Posing: Inspired by Three Real Stories (1991) ※テレビ映画
- 許されざる者 Unforgiven (1992)
- クラッシュ・ザ・タンカー/流出危機 Dead Ahead: The Exxon Valdez Disaster (1992) ※テレビ映画
- ニードフル・シングス Needful Things (1993)
- Anything for Love (1993) ※テレビ映画
- Digger (1993)
- 鏡の中の他人 A Stranger in the Mirror (1993)
- タイム刑事 Trancers 4: Jack of Swords (1994)
- Moment of Truth: Broken Pledges (1994) ※テレビ映画
- ビッグ・ランニング Wagons East (1994)
- Ski Hard (1995)
- Justice for Annie: A Moment of Truth Movie (1996)
- When Friendship Kills (1996)
- ザ・ストーカー/狂気の愛 Mother, May I Sleep with Danger? (1996)
- Abduction of Innocence (1996)
- Them/ゼム Them (1996)
- ハイボルテージ High Voltage (1997)
- I Know What You Did (1998)
- 事件記者メアリー Silencing Mary (1998)
- デッドマン・オン・キャンパス Dead Man on Campus (1998)
- ロクスベリー・ナイト・フィーバー A Night at the Roxbury (1998)
- 2 Extra Days (1998)
- Our Guys: Outrage at Glen Ridge (1999)
- ドジドジ大作戦 Screwed (2000)
- 最終絶叫計画 Scary Movie (2000)
- デュエット Duets (2000)
- Blacktop (2000)
- ドラキュリア Dracula 2000 (2000)
- Spin Cycle (2001)
- Camouflage (2001)
- ダーク・エフェクト Knight Club (2001)
- キルミー・レイター Kill Me Later (2001)
- アラスカ・ケビン 史上最大の犬ぞり大作戦 Kevin of the North (2001)
- PC and the Web (2001)
- Dying on the Edge (2001)
- 緊急逃亡 Pressure (2002)
- Global Heresy (2002)
- Heart of America (2002)
- The Investigation (2002)
- オトコのキモチ A Guy Thing (2003)
- フレディVSジェイソン Freddy vs. Jason (2003)
- 最凶女装計画 White Chicks (2004)
- ザ・キーパー ［監禁］The Keeper (2004)
- Dirty Love (2005)
- マッド・ドッグ Chasing Ghosts (2005)
- Complete Guide to Guys (2005)
- Behind the Smile (2006)
- Final Move (2006)
- がんばれ!ベンチウォーマーズ The Benchwarmers (2006)
- 最凶赤ちゃん計画 LiTTLEMAN (2006)
- The Tooth Fairy (2006) ※テレビ映画
- ライトアップ! イルミネーション大戦争 Deck the Halls (2006)
- Thugaboo: A Miracle on D-Roc's Street (2006)
- HACK! -ハック!- 切り刻む Hack! (2007)
- Perfect Child (2007) ※テレビ映画
- チャーリーと18人のキッズ in ブートキャンプ Daddy Day Camp (2007)
- Loaded (2008)
- This Is Not a Test (2008)
- アート・オブ・ウォー2 The Art of War II: Betrayal (2008)
- ザ・スフィンクス 秘密の扉 Riddles of the Sphinx (2008)
- 3 of Us (2009)
- スペース・バディーズ 小さな5匹の大冒険 Space Buddies (2009) ※ビデオ作品
- 最強絶叫ダンス計画 Dance Flick (2009)
- ペナンス Penance (2009)
- NOWHERE ノーウェアー Nowhere to Hide (2009)
- クロス・ゲーム Lies & Illusions (2009)
- Let the Game Begin (2010)
- The Penthouse (2010)
- タワー・オブ・ザ・デッド Fight or Flight (2010)
- KILLER GATOR キラーゲーター Alligator X (2010)
- 危険な誘惑 Seduced by Lies (2010) ※テレビ映画
- ブロンド・ボンバーガールズ Hard Breakers (2010)
- Christmas Mail (2010)
- Infection: The Invasion Begins (2010)
- スティーヴ・オースティン 復讐者 Recoil (2011)
- The Chicago 8 (2011)
- デス・リベンジ2 In the Name of the King 2: Two Worlds (2011)
- Amy Alyson Fans (2011)
- トレジャー・バディーズ/小さな5匹の大冒険 Treasure Buddies (2012)
- Mysterious Island (2012)
- 夜明けのガンマン Dawn Rider (2012)
- ランナウェイ/逃亡者 The Company You Keep (2012)
- マキシマム・ブロウ The Package (2012)
- Fatal Call (2012)
- ヘンゼル&グレーテル 呪いの森の魔女 Hansel & Gretel Get Baked (2013)
- Romeo Killer: The Chris Porco Story (2013)
- Mr Hockey: The Gordie Howe Story (2013)
- ウォールストリート・ダウン Assault on Wall Street (2013)
- キッド・カナビス Kid Cannabis (2014)
- My Mother's Future Husband (2014)
- The Age of Reason (2014)
- ザ・テロリスト 合衆国陥落 Rampage: Capital Punishment (2014)
- DEMON デーモン Blackway (2015)
- ディープ・インパクト2016 Asteroid: Final Impact (2015)
- ザ・プレデター The Predator (2018)
- 山猫は眠らない8 暗殺者の終幕 Sniper: Assassin's End Agent (2020)
- アンダーワールド 新種襲来 Broil (2020)
- コズミック・シン Cosmic Sin (2021)

### テレビドラマ
- 21ジャンプストリート 21 Jump Street (1987, 1989, 1990)
- Neon Rider (1990)
- Northwood (1991)
- ナイトメア・カフェ Nightmare Cafe (1992)
- ブロッサム Blossom (1994)
- ハイランダー 悪魔の戦士 Highlander (1994)
- コブラ Cobra (1994)
- Hawkeye (1994 - 1995)
- ストレンジ・ラック Strange Luck (1995)
- 新アウターリミッツ The Outer Limits (1995, 2002)
- スライダーズ Sliders (1996)
- Two (1996)
- ミクロキッズ Honey, I Shrunk the Kids: The TV Show (1997)
- Dead Man's Gun (1998)
- ポルターガイスト レガシー Poltergeist: The Legacy (1998)
- Welcome to Paradox (1998)
- 犯罪捜査官ネイビーファイル JAG (1999)
- チャームド Charmed (1999 - 2000)
- デッド・ゾーン The Dead Zone (2003)
- Jake 2.0 (2003)
- CSI:科学捜査班 CSI: Crime Scene Investigation (2003)
- 名探偵モンク Monk (2004)
- デッド・ライク・ミー Dead Like Me (2004)
- アンドロメダ Andromeda (2005)
- ラスベガス Las Vegas (2005)
- CSI:マイアミ CSI: Miami (2005)
- WITHOUT A TRACE/FBI 失踪者を追え! Without a Trace (2005)
- NCIS 〜ネイビー犯罪捜査班 NCIS: Naval Criminal Investigative Service (2005)
- Weeds ママの秘密 Weeds (2005)
- CSI:ニューヨーク CSI: NY (2005)
- ヤング・スーパーマン Smallville (2006)
- Love That Girl! (2010)
- メンタリスト The Mentalist (2010)
- キャッスル 〜ミステリー作家は事件がお好き Castle (2011)
- 沈黙の宿命 TRUE JUSTICE True Justice (2012)
- サイク/名探偵はサイキック? Psych (2012)
- トランスポーター ザ・シリーズ Transporter: The Series (2012)
- HAWAII FIVE-0 Hawaii Five-0 (2012)
- バーン・ノーティス 元スパイの逆襲 Burn Notice (2012)
- King & Maxwell (2013)
- ロングマイヤ Longmire (2013)
- Cedar Cove (2013)
- Cracked (2013)
- ロストガール Lost Girl (2013)
- ARROW/アロー Arrow (2014)
- SCORPION/スコーピオン Scorpion (2014)
- Motive (2014)
- リゾーリ&アイルズ ヒロインたちの捜査線 Rizzoli & Isles (2016)
- BONES Bones (2016)
- シカゴ・メッド Chicago Med (2016)
- LUCIFER/ルシファー Lucifer (2016)
- Major Crimes 〜重大犯罪課 Major Crimes (2017)
- リバーデイル Riverdale (2017-2019)
- ガレージセール・ミステリー アンティーク探偵ジェニファー(2018)

## 参照
1. 1 2  “Lochlyn Munro Biography”. 2014年8月24日閲覧。